# DomDoen
DomDoen is een single van de Nederlandse rapper Henkie T in samenwerking met zanger Jonna Fraser uit 2019. Het stond in hetzelfde jaar als negende track op het album Visionair van Henkie T.

## Achtergrond
DomDoen is geschreven door Henk Mando en geproduceerd door Jordan Wayne en Zerodix. Het is een nederhopnummer waarin de artiesten zingen over geld onverantwoordelijk besteden. Het is de eerste keer dat de artiesten met elkaar samenwerken. De samenwerking werd in 2019 en 2020 herhaald in de singles Dior Money en Dom Pérignon. Op de B-kant van de single is een instrumentale versie van het lied te vinden. De single heeft in Nederland de dubbel platina status.

## Hitnoteringen
Het artiesten stonden in Nederland en België in hitlijsten. In de Single Top 100 piekte het op de vijfde plaats en was het 56 weken te vinden. De Top 40 werd niet bereikt, maar het kwam tot de vijfde plaats van de Tipparade. Er was ook geen notering in de Vlaamse Ultratop 50; het kwam hier tot de 26e plek van de Ultratip 100. In 2019 was er bij radiozender FunX de verkiezing voor de FunX DiXte 1000 en stond het lied bovenaan.